# Rassemblement pour la République
Rassemblement pour la République (RPR) was een Franse gaullistische politieke partij. De RPR werd opgericht in 1976 door Jacques Chirac, die indertijd in conflict was met de toenmalige Franse president Valéry Giscard d'Estaing. 
Op 21 september 2002 is de RPR opgegaan in de Union pour la Majorité Présidentielle, later hernoemd naar Union pour un Mouvement Populaire.

## Voorzitters van de RPR
- 1976 - 1994 : Jacques Chirac
- 1994 - 1997 : Alain Juppé
- 1997 - 1999 : Philippe Séguin
- 1999 - 1999 : Nicolas Sarkozy (intérim)
- 1999 - 2002 : Michèle Alliot-Marie
- 2002 - 2002 : Serge Lepeltier (intérim)